# Bende Imre
Bende Imre (Baja, 1824. augusztus 28. – Nyitra, 1911. március 26.) katolikus pap, besztercebányai, majd nyitrai püspök.

## Pályafutása
A teológiát a Pázmáneum növendékeként Bécsben végezte. 1847. augusztus 29-én Kalocsán pappá szentelték. Először káplán, majd 1848-ban Kalocsán szemináriumi prefektus, az egyházjog tanára lett. 1852-től érseki levéltáros. 1854-től Futak, 1869-től Újvidék plébánosa volt. Az Isten áldásáról nevezett címzetes apát. 1886-tól kalocsai kanonok.
1881-ben a Szabadelvű Párt programjával Újvidék országgyűlési képviselője lett.

### Püspöki pályafutása
1886. november 8-án besztercebányai püspökké nevezték ki, pápai megerősítést 1887. március 17-én kapott. Április 24-én szentelte püspökké Esztergomban Simor János esztergomi érsek, Dulánszky Nándor pécsi püspök és Palásthy Pál esztergomi segédpüspök segédletével.
13 templomot, plébániát és iskolát állíttatott helyre, egy új templomot építtetett, canonica visitatiót tartott és meglátogatta az egyházmegye minden iskoláját.
1893. január 19-én nyitrai püspökké nevezték ki. Nyitrán polgári leányiskolát építtetett, templomokat, plébániákat, iskolákat állíttatott helyre, naponta 40 szegény tanulót élelmezett. 1900-tól pápai trónálló és római gróf. 1904-ben nevezték ki segédpüspökévé Batthyány Vilmost.
1910. április 15-én kora miatt egyházi joghatóságáról és a püspöki uradalmak fölötti rendelkezési jogáról segédpüspöke javára lemondott, megtartva megyés püspöki címét.

## Emléke
- Baján 1903–1948 között és napjainkban ismét utca viseli nevét.

## Művei
- Egyházi beszéd Szent István király ünnepén. Budapest, 1885[2]